# Eduard Achelis
Eduard Alfred Achelis (* 3. Mai 1864 in Bremen; † 28. August 1939 ebenda) war ein deutscher Großkaufmann. Er war Teilinhaber der Firma Johann Achelis und Söhne in Bremen und Mitglied der Bremer Bürgerschaft.

## Leben
Achelis stammt aus einer Lohgerber-, Kaufmanns- und Gelehrtenfamilie, die im 17. Jahrhundert aus Rostock kommend in Bremen  eingewandert war. Seine Eltern waren Johannes Christoph Achelis und Laura Alwina geborene Krummacher. Sein Großvater war der Kaufmann und Vizekonsul Johann Achelis (1799–1869).
Nach dem Schulbesuch und einer Amerika-Reise wurde er 1890 Prokurist und zwei Jahre später Teilhaber der Familienfirma. 1904 wurde er Mitglied der Bremer Bürgerschaft und 1916 Präses der Handelskammer Bremen.
Er war Vorsitzender der Abteilung Bremen der Deutschen Kolonialgesellschaft und war als solcher 1932 erster Redner bei der Einweihung des Reichskolonialehrendenkmals (heute Antikolonialdenkmal) in Bremen.
1914 ließ er vom Architekten Carl Eeg sein Wohnhaus in der Mathildenstraße 79 in Bremen umbauen.